# Najaden (Schiff, 1812)
Die Najaden war eine Fregatte der dänisch-norwegischen Marine während der Napoleonischen Kriege. Sie wurde am 6. Juli 1812 im sogenannten Kanonenbootkrieg in südnorwegischem Küstengewässer von dem britischen Linienschiff HMS Dictator versenkt.

## Das Schiff
Das Schiff wurde im August 1808 auf der Marinewerft Nyholm (heute Teil des Kopenhagener Bezirks Christianshavn) auf Kiel gelegt und nach Plänen des Schiffskonstrukteurs Frantz Hohlenberg (1764–1804) gebaut. Die Briten hatten im September 1807 bei ihrer Besetzung von Kopenhagen nicht nur die gesamte dänische Flotte in Besitz genommen, sondern auch drei im Bau befindliche Linienschiffe auf den Helgen zerstört. Die Schiffbauer auf Nyholm benutzten das noch teilweise brauchbare Holz eines dieser drei Linienschiffe zum Bau der neuen Fregatte.
Die Najaden war 43,74 m lang und 11,13 m breit, hatte 4,83 m Tiefgang und verdrängte 1202 Tonnen. Ihre Bewaffnung bestand anfangs aus 26 18-Pfündern, sechs 18-Pfünder-Karronaden sowie vier Sechs-Pfündern, wurde aber nach Ankunft in Norwegen durch sechs zusätzliche Kanonen verstärkt. Die Besatzung zählte 336 Mann, beim Untergang 312.

## Schicksal
Das Schiff lief am 26. Oktober 1811 vom Stapel und wurde am 29. Februar 1812 unter Kapitän Hans Peter Holm, der sich zuvor mehrfach ausgezeichnet hatte, in Dienst gestellt. Es dauerte allerdings noch bis zum 1. Juni 1812, ehe Schiff und Besatzung einsatztauglich waren. Schon der Beginn der Jungfernfahrt, am 29. Februar, hatte sich um einen Tag verzögert, weil das Schiff beim Auslaufen aus Kopenhagen auf Grund gelaufen war. Als es dann im norwegischen Brekkestø auf der Insel Justoya ankam, hielt der Anker auf dem felsigen Meeresboden nicht und die Najaden beschädigte ihr Ruder auf den Felsen. Weitere Sturmschäden, bei denen Fockstenge und Vorbramstenge über Bord gingen, behinderten die Ausbildung der Besatzung.

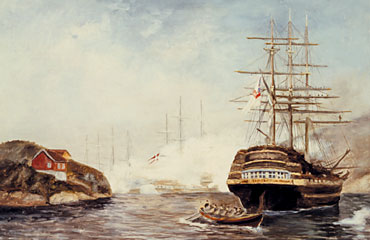
Das Seegefecht von Lyngør: vorn die Dictator, hinten in der Mitte im Qualm die Najaden mit dem Dannebrog

Am 2. Juli 1812 lief die Najaden, begleitet von den drei Briggs Kiel, Lolland (Laaland) und Samsøe, aus der Marinebasis in Fredriksværn, wo Reparaturen durchgeführt worden waren, mit Ziel Christianssand aus, wurde aber von widrigen Winden gezwungen, im Hagefjord zwischen den Inseln Sandøya und Borøya (südöstlich von Tvedestrand) zu ankern. Die Briten hatten Kenntnis von Holms Fahrt und planten die Vernichtung seines kleinen Geschwaders, um ihre Blockade der norwegischen Küste durchzusetzen und die dänisch-norwegische Flotte endgültig auszuschalten. Das Linienschiff 3. Ranges HMS Dictator (64 Kanonen) unter Kapitän James Pattison Steward und drei Briggs (Calypso, 18 Kanonen; Podargus, 14 Kanonen; Flamer, 14 Kanonen) wurden auf sein Geschwader angesetzt. Als Holm die Verfolger vor Sandøya entdeckte, entzog er sich ihnen, indem er durch den Lyngørfjord zwischen der Insel Askerøya und dem Festland nach Nordosten segelte und im engen Lyngørsund zwischen Holmen und Odden ankerte. Die drei Briggs ankerten östlich hinter der Najaden, die Laaland und die Kiel an ihrer Steuerbord-Seite, die Samsøe an Backbord. Dort glaubte er sich sicher, da ein Linienschiff wohl nicht in diesen engen Gewässern operieren könnte. Das britische Geschwader folgte ihm jedoch und es kam zum Seegefecht von Lyngør am Abend des 6. Juli 1812.
Stewart segelte, für Holm vollkommen überraschend, kurz nach 21:00 Uhr in den Lyngørsund hinein, ließ in dessen Mitte den Heckanker fallen und setzte den Bug der Dictator aufs gegenüberliegende Ufer. Dann verholte er sein Schiff mittels der Ankerkette so, dass es mit seiner gesamten bereits feuerbereiten Breitseite auf die Najaden feuern konnte. Ab 21:30 Uhr belegte er die im starken Südwestwind an ihrer Ankerkette mit dem Bug zum Gegner liegende und daher nahezu wehrlose Najaden etwa 15 Minuten lang aus nur etwa 40 m Entfernung mit Breitseiten. Die Najaden verlor fast sofort ihre gesamte Takelage, fing Feuer, bekam Schlagseite, sodass Wasser durch die Stückpforten eindrang, und sank nach Explosion ihrer Pulverkammer 40 Minuten nach Beginn der Kanonade. 133 Mann ihrer Besatzung kamen ums Leben, 88 Mann wurden verwundet.
Die Dictator verlegte ihr Feuer bereits nach 15 Minuten, als die Najaden bereits nur noch ein brennendes Wrack war, auf die beiden Briggs Kiel und Lolland, die schwer beschädigt schon um 21:47 Uhr die Flagge strichen und nach dem Untergang der Najaden von den Briten geentert wurden. Nur der weiter entfernt liegenden Samsøe gelang es, Segel zu setzen und zu entkommen.
Dann begann man mit der Bergung der Verwundeten und im Wasser treibenden Schiffbrüchigen. Um 2:00 Uhr früh am 7. Juli warpte sich die Dictator mittels ihres Heckankers vom Ufer frei, lief dann aber im Sund erneut auf Grund. Erst nach mehreren Stunden, während eines mit den inzwischen vor Ort eingetroffenen norwegischen Kanonenschaluppen ausgehandelten Waffenstillstands zum Austausch Verwundeter und Gefangener, kam das Schiff wieder frei, nachdem die Besatzung die vorderen Kanonen nach achtern gebracht hatte. Um 5:00 Uhr segelte es davon, von den Kanonenbooten noch eine Zeitlang verfolgt. Die Kiel und die Lolland mussten gemäß den Waffenstillstandsbedingungen zurückgelassen werden.
Mit dem Untergang der Najaden, dem einzig verbliebenen größeren Schiff der dänisch-norwegischen Marine, kam die dänisch-norwegische Beteiligung an den Napoleonischen Kriegen faktisch an ihr Ende.
Das Wrack der Najaden wurde 1957 gefunden (58° 38′ 0″ N, 9° 7′ 43″ O).